# Harpactea catholica
Harpactea catholica este o specie de păianjeni din genul Harpactea, familia Dysderidae. A fost descrisă pentru prima dată de Brignoli, 1984. Conform Catalogue of Life specia Harpactea catholica nu are subspecii cunoscute.